# 212 v. Chr.
Portal Geschichte | Portal Biografien | Aktuelle Ereignisse | Jahreskalender | Tagesartikel

◄ |
4. Jahrhundert v. Chr. |
3. Jahrhundert v. Chr. |
2. Jahrhundert v. Chr. |
►

◄ | 230er v. Chr. | 220er v. Chr. | 210er v. Chr. | 200er v. Chr. |
190er v. Chr. |
►

◄◄ | ◄ | 215 v. Chr. | 214 v. Chr. | 213 v. Chr. | 212 v. Chr. |
211 v. Chr. |
210 v. Chr. |
209 v. Chr. |
► |
►►
Staatsoberhäupter

## Ereignisse

### Politik und Weltgeschehen

#### Zweiter Punischer Krieg

Verlauf des Zweiten Punischen Krieges 218–202 v. Chr.

- Syrakus und Sagunt werden vom römischen Heer unter Marcus Claudius Marcellus erobert.
- Hannibal besetzt Tarent und siegt in der Ersten Schlacht von Capua.
- Erste Schlacht am Silarus
- Erste Schlacht von Herdonia
- Der ostnumidische König Massinissa und der karthagische Feldherr Hasdrubal verstärken mit ihren Truppen das karthagische Heer auf der Iberischen Halbinsel, das unter dem Befehl von Hasdrubal Barkas gegen die Römer kämpft.

#### Asien
- Antiochos III. beginnt mit seiner Anabasis, einem großangelegten Feldzug, um die verloren gegangenen Randgebiete des Seleukidenreichs zurückzuerobern.

### Religion und Kultur

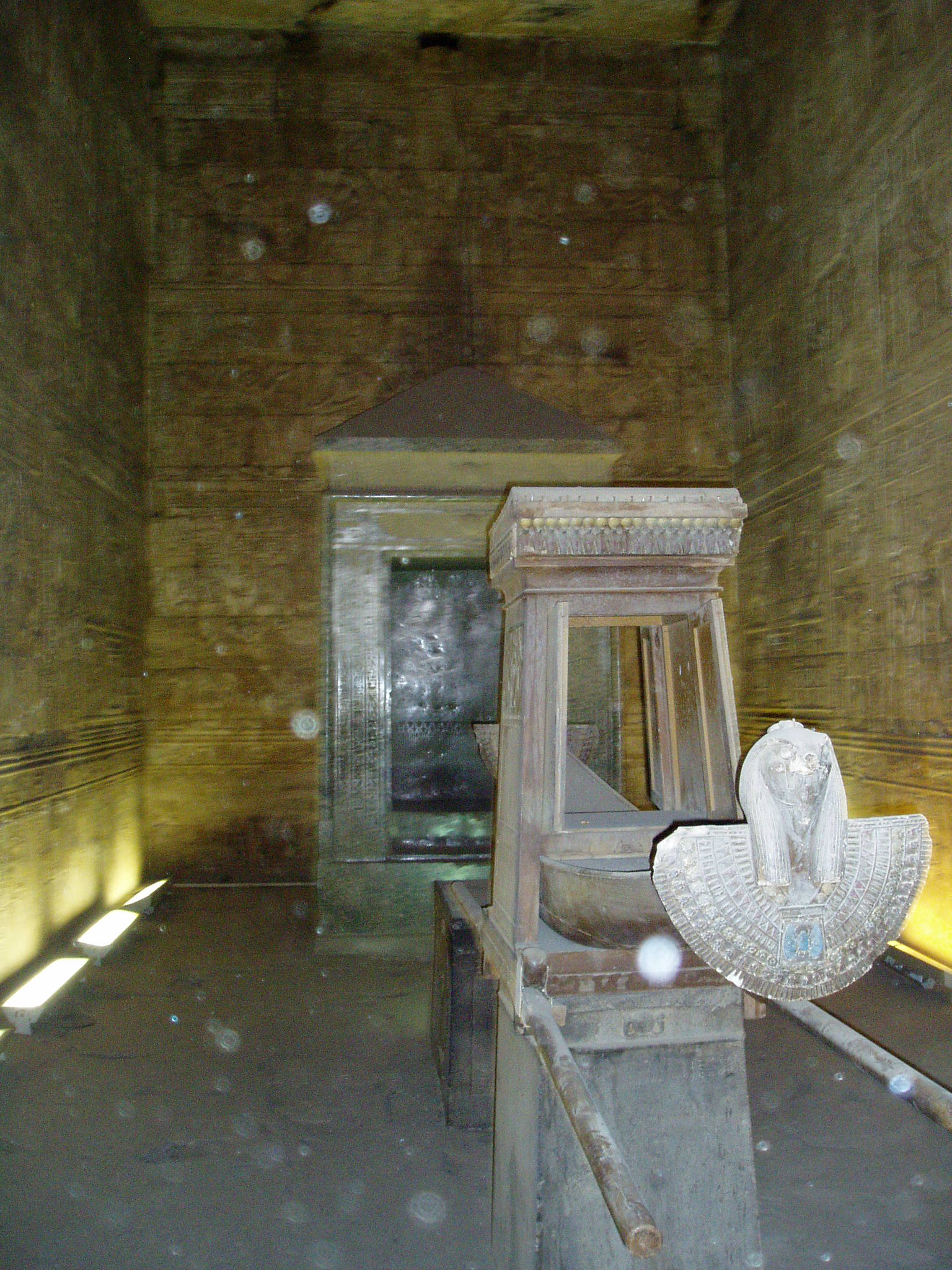
Das zentrale Heiligtum im Tempel zu Edfu

- Das Tempelhaus im Horustempel von Edfu, Ägypten, wird unter dem Herrscher Ptolemaios IV. Philopator vollendet.
- Unter dem chinesischen Kaiser Qin Shihuangdi beginnt der Bau des Epang-Palasts.

## Gestorben
- Archimedes, griechischer Mathematiker und Erfinder, stirbt bei der Eroberung von Syrakus (* um 287 v. Chr.)
- Hippokrates, griechischer Politiker
- Tiberius Sempronius Gracchus, römischer Konsul